# Оукбрук-Террас (Іллінойс)
Оукбрук-Террас (англ. Oakbrook Terrace) — місто (англ. city) в США, в окрузі Дюпаж штату Іллінойс. Населення — 2751 особа (2020).

## Географія
Оукбрук-Террас розташований за координатами 41°51′12″ пн. ш. 87°58′9″ зх. д. / 41.85333° пн. ш. 87.96917° зх. д. (41.853374, -87.969175).  За даними Бюро перепису населення США в 2010 році місто мало площу 3,30 км², з яких 3,23 км² — суходіл та 0,07 км² — водойми.

## Демографія
Згідно з переписом 2010 року, у місті мешкали 2134 особи в 1097 домогосподарствах у складі 512 родин. Густота населення становила 647 осіб/км².  Було 1256 помешкань (381/км²).
Расовий склад населення:
| - 73,6 % — білих - 13,7 % — азіатів - 7,7 % — чорних або афроамериканців - 0,1 % — вихідців з тихоокеанських островів - 3,2 % — осіб інших рас |

До двох чи більше рас належало 1,5 %. Частка іспаномовних становила 10,5 % від усіх жителів.
За віковим діапазоном населення розподілялося таким чином: 12,6 % — особи молодші 18 років, 68,3 % — особи у віці 18—64 років, 19,1 % — особи у віці 65 років та старші. Медіана віку мешканця становила 41,2 року. На 100 осіб жіночої статі у місті припадало 94,9 чоловіків;  на 100 жінок у віці від 18 років та старших — 91,6 чоловіків також старших 18 років.
Середній дохід на одне домашнє господарство  становив 88 240 доларів США (медіана — 68 167), а середній дохід на одну сім'ю — 103 424 долари (медіана — 86 302). Медіана доходів становила 56 719 доларів для чоловіків та 58 090 доларів для жінок. За межею бідності перебувало 4,8 % осіб, у тому числі 0,0 % дітей у віці до 18 років та 0,8 % осіб у віці 65 років та старших.
Цивільне працевлаштоване населення становило 1170 осіб. Основні галузі зайнятості: освіта, охорона здоров'я та соціальна допомога — 22,6 %, науковці, спеціалісти, менеджери — 13,1 %, мистецтво, розваги та відпочинок — 12,6 %.